# Die Speiche

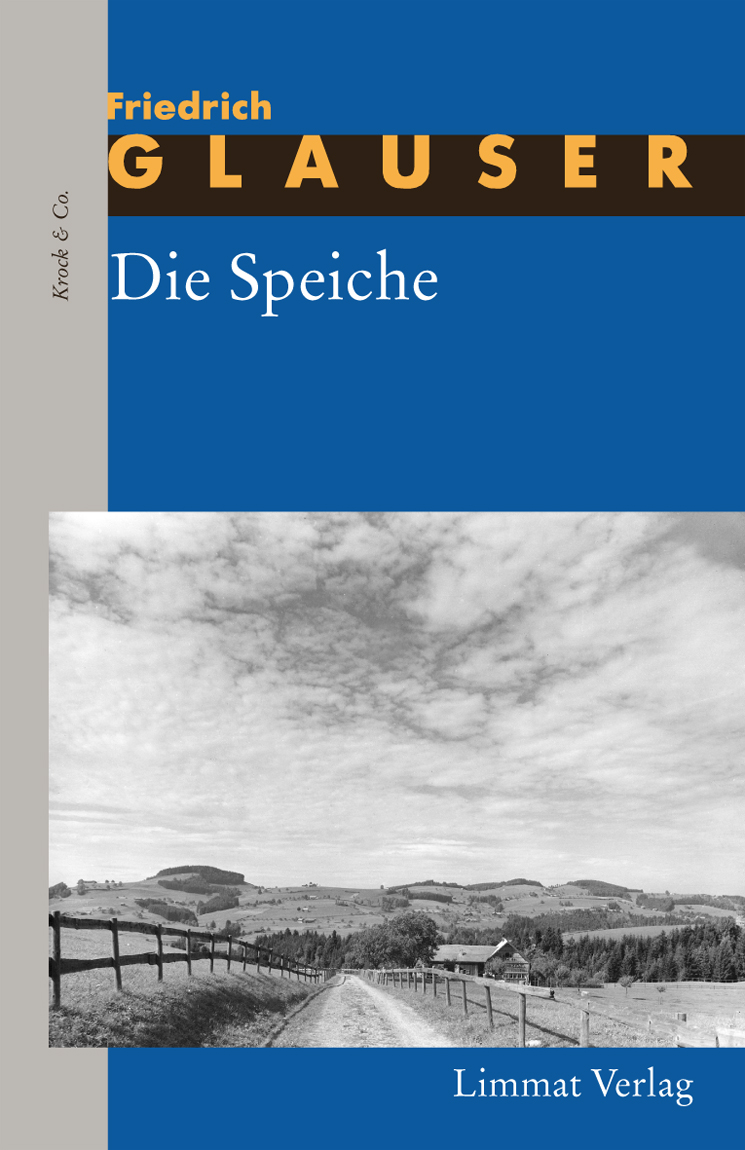
Die Speiche in der Werkausgabe des Limmat Verlages, 1996

Die Speiche (frühere Ausgaben als «Krock & Co.») ist der fünfte, kürzeste und letzte Wachtmeister-Studer-Roman des Schweizer Autors Friedrich Glauser. Der Krimi, geschrieben im Jahre 1937, war die erste Roman-Auftragsarbeit für Glauser und behandelt einen Mord im fiktiven Dorf Schwarzenstein im Appenzellerland.

## Romanbeginn
Warum war man nachgiebig gewesen? Warum hatte man Frau und Tochter den Willen gelassen? Jetzt stand man da und sollte womöglich die Verantwortung auf sich nehmen, weil man eigenmächtig gehandelt hatte und die Leiche nicht im Gärtlein geblieben war, hinterm Haus, dort, wo sie aufgefunden worden war… Der Tote lag auf dem weissgescheuerten Tisch im Vorkeller des Hotels zum Hirschen, und über das helle Holz schlängelte sich ein schmaler Streifen Blut. Langsam fielen die Tropfen auf den Zementboden – es klang wie das Ticken einer altersmüden Wanduhr.

## Inhalt

### Ausgangslage
Jakob Studer und seine Frau sind in die Ostschweiz nach Arbon gereist, um die Hochzeit ihrer Tochter mit Albert Guhl, der ebenfalls Polizist ist, zu feiern. Nach der Zeremonie steht eine Kutschenfahrt an; Studer schlägt als Ziel das Dorf Schwarzenstein im nahen Appenzellerland vor, weil er sich daran erinnert, dass sein alter Schulschatz Anna Rechsteiner dort mit ihrem gelähmten und todkranken Mann den Gasthof «Hirschen» führt. Als die Hochzeitsgesellschaft am späten Abend von dort jedoch wieder zurück nach Arbon aufbrechen will, wird eine Leiche im Garten hinter der Wirtschaft entdeckt. Anna bittet Studer um kriminalistische Hilfe, in der Hoffnung auf schnelle Aufklärung des Todesfalles. Als der Wachtmeister die Leiche im Keller des Gasthofs untersucht, entdeckt er die Todesursache: Eine zugespitzte Fahrradspeiche ist durch mehrere lebenswichtige Organe des Toten gestossen worden. An der Speiche klebt zudem ein graues Hundehaar. Da der Velohändler Ernst Graf, welcher neben dem Hirschen sein Velogeschäft betreibt, einen Hund mit grauem Fell besitzt, scheinen die Indizien auf den Nachbarn hinzuweisen.

### Ermittlung

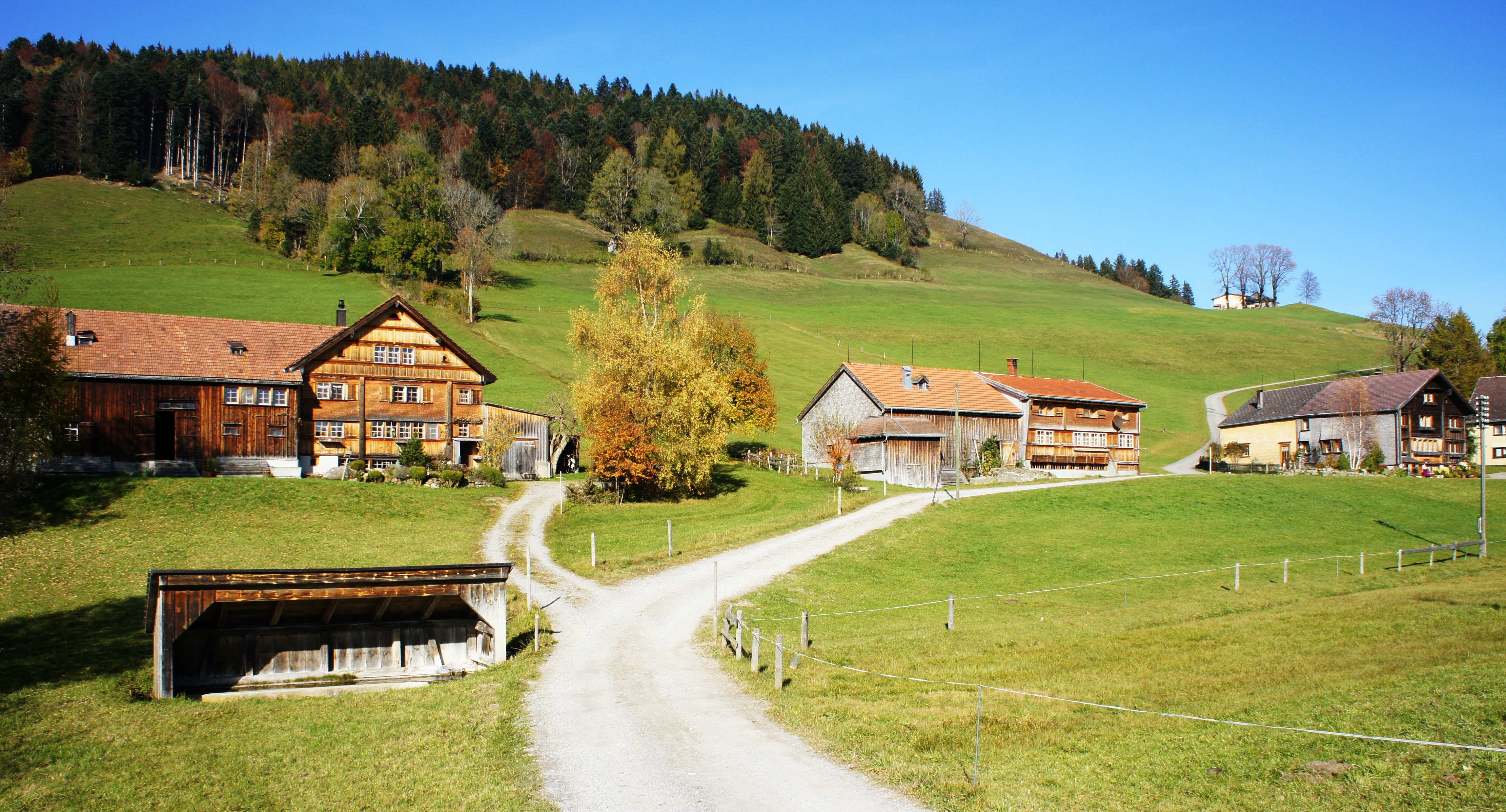
Die Ermittlungen führen Wachtmeister Studer ins Appenzellerland

Da die Hochzeitsgesellschaft bis zum Eintreffen der örtlichen Polizei am folgenden Tag festsitzt, beginnt Studer mit den Ermittlungen. Der Tote hiess Jean Stieger und arbeitete in der Anwaltskanzlei «Krock & Co.», welche ihren Sitz in St. Gallen hat. Stieger ist am Vortag nach Schwarzenstein gekommen, um die Sekretärin Martha Loppacher zu besuchen, die ebenfalls für die Kanzlei «Krock» arbeitet und zur Kur im «Hirschen» wohnt. In der Hosentasche des Toten findet Studer zudem einen Stoss leerer Briefumschläge, welche die Bürolistin an Stieger geschickt hat. Am kommenden Morgen besucht der Wachtmeister zuerst den Velohändler und kommt dabei zum Schluss, dass dieser unschuldig ist. Im Laufe des Morgens wird Ernst Graf jedoch von der Kantonspolizei abgeholt. Obwohl Studer weder im Dienst noch für die Aufklärung des Mordes zuständig ist, entschliesst er sich, zusammen mit seinem Schwiegersohn den Fall weiter zu verfolgen. Die beiden quartieren sich im «Hirschen» ein, nachdem die Hochzeitsgesellschaft wieder abgereist ist. Im Laufe des Tages erscheint der zwielichtige Chef der Kanzlei «Krock & Co.», Joachim Crock. Nach dem Abendessen setzt sich dieser ans Klavier und fällt nach den ersten Takten tot vom Stuhl. Der herbeigerufene Arzt stellt eine Vergiftung fest. In den folgenden zwei Tagen macht sich Studer mit den für den Doppelmord in Frage kommenden Personen bekannt und deckt auch ein mögliches Motiv auf: Etliche Bauernfamilien des Dorfes und der Umgebung sind bei Annas Gatten Karl Rechsteiner hoch verschuldet; ihren Höfen droht die Betreibung. Rechsteiner wiederum scheint grosse Schulden bei der Firma «Krock & Co.» zu haben. Als ein Bankier aus Paris im Hotel auftaucht, telegrafiert Studer in die französische Hauptstadt und bittet seinen Freund Kommissar Madelin um eine Auskunft. Zusammen mit dessen Antwort und dem rekonstruierten Schriftbild eines verschwundenen Briefes, wird dem Wachtmeister klar, wer die Morde begangen hat.

### Auflösung
Für den kommenden Morgen hat  der Wachtmeister den Verhörrichter und den Polizeichef aus Trogen herbestellt, um den beiden mittels eines raffinierten Tricks den Täter und dessen Motive zu liefern. Dabei gelingt es zusätzlich, auch eine international tätige Wucherbande zu entlarven. Nachdem Studer die örtliche Polizei durch die Auflösung des Falles verblüfft und gleichzeitig seinem ehemaligen Schulschatz aus einer ausweglosen Situation geholfen hat, kann er befriedigt nach Bern zurückreisen.

## Entstehung
Bevor Friedrich Glauser mit seiner damaligen Lebensgefährtin Berthe Bendel (die er als Pflegerin in der Psychiatrischen Anstalt in Münsingen 1933 kennen gelernt hatte) nach La Bernerie-en-Retz in der Bretagne zog, lebten die beiden in Angles bei Chartres. Allerdings wurde das Leben dort zunehmend zur Belastungsprobe: Das Wohnen im maroden Häuschen, Geldsorgen und das Klima zehrten an ihren Kräften. So folgte Anfang März 1937 der Umzug nach La Bernerie. Glauser und Berthe mieteten einen Ferienbungalow und blieben dort bis im Dezember desselben Jahres.

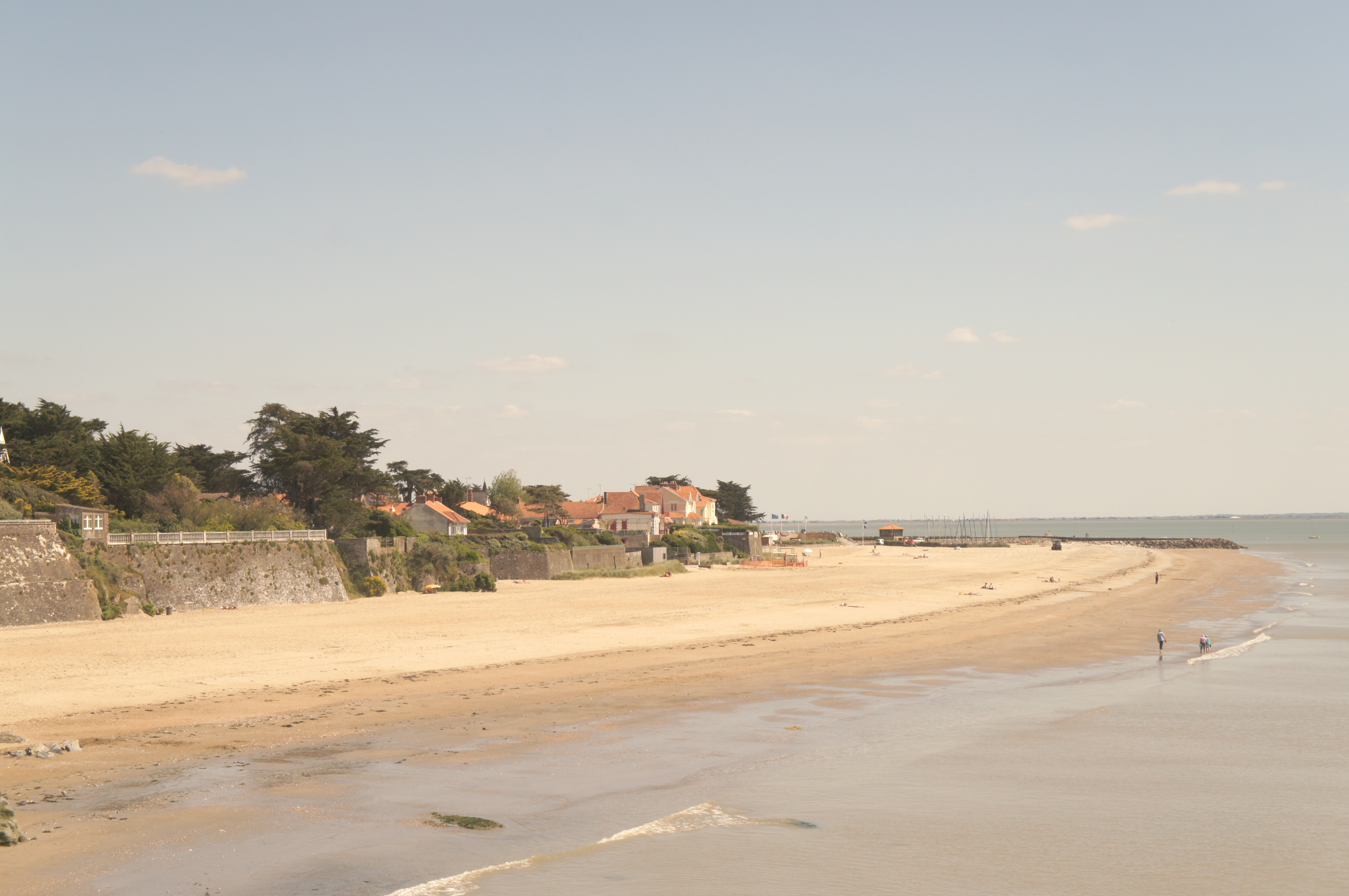
La Bernerie. Entstehungsort von
Die Speiche

Zu dieser Zeit vermittelte Glausers langjährige Brieffreundin und Gönnerin Martha Ringier den Kontakt zu Max Ras, Gründer und Redaktor des Schweizerischen Beobachters. Dies führte zu Glausers erstem Auftrag, einen Roman zu verfassen. Am 10. Mai schrieb er an Gotthard Schuh: «Die Sache ist die, dass Ras vom ‹Beobachter› einen kurzen Roman von mir bringen will und zugleich als Ankündigung eine Abhandlung über den Glauser. Er will mich machen. Mir kann’s recht sein. Der ‹Beobachter› zieht jetzt schon auf 450’000 und hofft nach der Streuung, an der mein Roman beitragen soll, noch um 50’000 zu steigern. Damit würde man Leute erreichen, die man sonst nie erreichen würde. Und darum habe ich zugegriffen, mögen meine Kollegen über mich schnöden oder nicht. Es ist mir lange genug schlecht gegangen, warum soll ich jetzt nicht ein wenig profitieren, wenn ‹just around the corner there is a little sunshine for me›? Und wenn es auch nur ein wenig ist, so hab ich ihn bezahlt, den ‹sunshine›.» Endlich schien der der Erfolg da zu sein. Man kam auf Glauser zu, wollte ihn «machen». Allerdings war der Abgabetermin an den «Beobachter» auf Mitte Juni terminiert. Dies bedeute einmal mehr den Druck, in nur wenigen Wochen einen druckreifen Text zu schreiben. Daneben wartete Die Fieberkurve auf ihre mittlerweile siebte Überarbeitung für Friedrich Witz. Zudem wollte Josef Halperin Glausers Legionsroman Gourrama veröffentlichen. Und nicht zuletzt sollte Der Chinese für den Schriftstellerwettbewerb auf Ende Jahr fertig sein. Glauser griff erneut nach Opium, was zur Folge hatte, dass er sich nach Beendigung der Speiche vom 17. bis zum 25. Juli einer Entziehungskur in der Privatklinik «Les Rives de Prangins» am Genfersee unterziehen musste.
Für Die Speiche benötigte Glauser lediglich sechs Wochen: Von Mitte Mai bis Ende Juni 1937 hatte er alle 14 Kapitel niedergeschrieben. Am 31. Mai berichtete er an Martha Ringier von den Anfangsschwierigkeiten: «Aber ich hoffe, ich kann dir doch die Summe zurückgeben, wenn ich den Roman für Ras fertigbekomme. Er muss natürlich fertig werden, aber das wird noch einige böse Schweisstropfen kosten. Ich hab ihn nun schon viermal begonnen und muss den ganzen Anfang noch einmal umschmeissen. Immer die alte Geschichte. Man merkt plötzlich, dass man eigentlich noch gar nichts kann.» Am 13. Juni meldete er weiter, dass er auf Seite 80 angekommen sei, und am 26. Juni war der neue Studer-Roman fertig. Damit der Krimi jedoch gedruckt werden konnte, musste Glauser nach Basel reisen und die Geschichte um einen Fünftel kürzen. Die Beobachter-Redaktion änderte dabei den Titel in «Krock & Co.» (erst im Jahr 1996 wurde der Roman wieder unter dem von Glauser vorgesehenen Titel im Limmat Verlag publiziert). Noch bevor Glauser das Typoskript abgegeben hatte, äusserte er sich abwertend zur Speiche. Am 9. Juli bezeichnete er den Roman in einem Brief an Berthe Bendel bereits als «Schmarren»: «Also hör, Kindlein, Ras hat heute prompt 2000.- gezahlt. […] Ich muss also kürzen, ziemlich viel, das Sentimentale herausschmeissen. […] Bis Sonntag sollte der Ras-Schmarren fertig sein. Gott gebe es.» Und zwei Monate später schrieb er diesbezüglich an Otto Briner: «Daneben habe ich auch einigen Mist verbrochen – wenn Ihnen der Beobachter einmal in die Hände fällt, werden Sie diesen Mist ohne weiteres entdecken.»

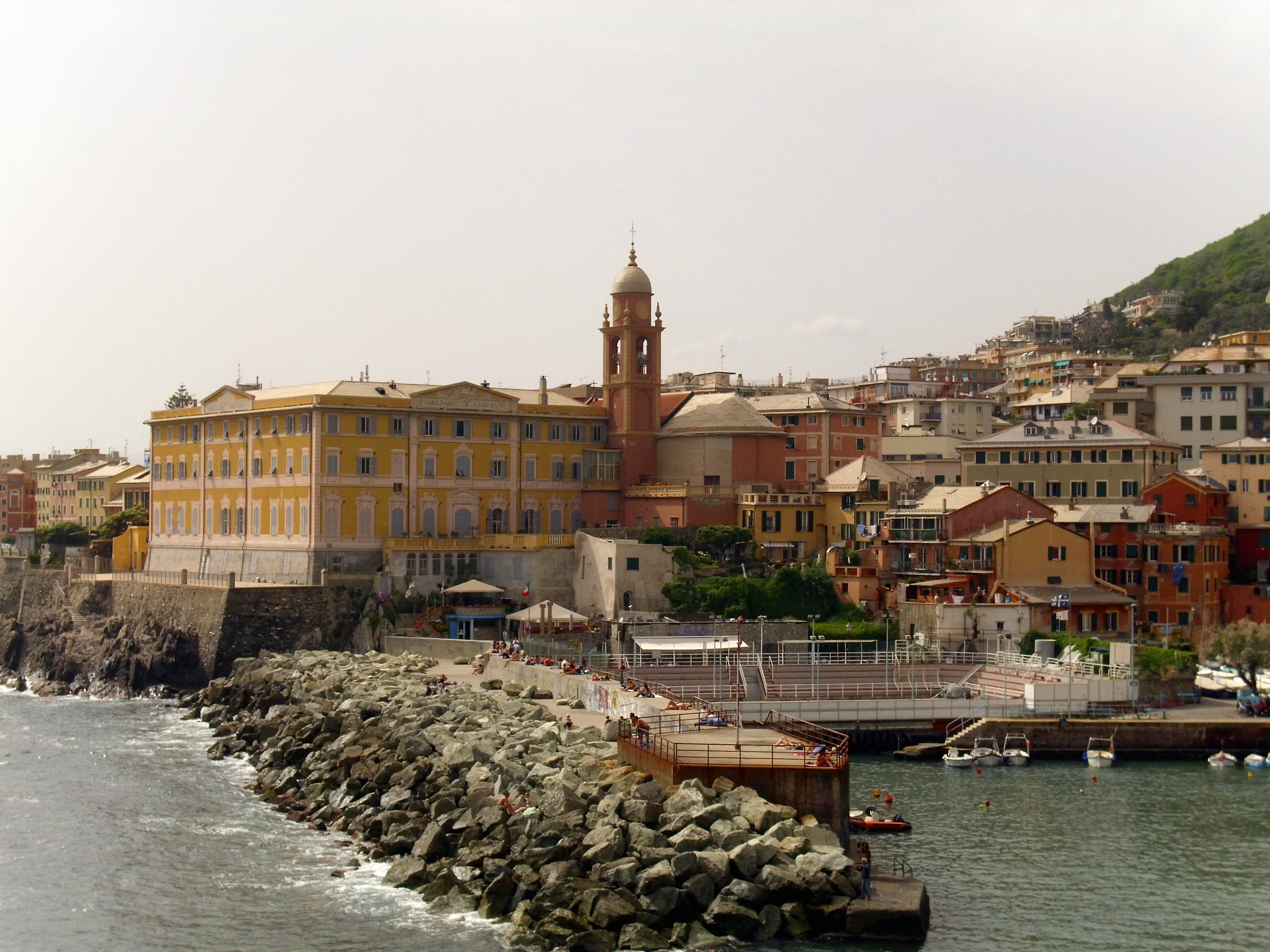
Nervi bei Genua. Glausers letzte Station

Der erhoffte Erfolg sollte sich für Glauser zu Lebzeiten jedoch nicht mehr einstellen. Sein letztes Lebensjahr war überschattet vom Diebstahl des Chinesen-Manuskriptes, von Opium, einer erneuten Entziehungskur und einem Unfall mit Schädelbasisbruch. Es folgten eine lange Rekonvaleszenz und Geldsorgen, als er mit Berthe im Juni 1938 nach Nervi bei Genua zog, unter anderem an den Studer-Roman-Fragmenten zu arbeiten begann und wo die beiden heiraten wollten. Die Lebenssituation schien derart aussichtslos, dass Glauser Anfang Oktober Max Ras brieflich um Geld bat: «Wir haben keinen Rappen mehr, unsere Heirat steht vor der Tür, wir sollten leben, und ich geh vor Sorgen ziemlich in die Brüche. […] Ich hab ausser Ihnen keinen Menschen, an den ich mich wenden kann. […] Ich weiss nicht mehr, was tun. Mein Gott, ich glaub, Sie kennen mich genügend, um zu wissen, dass ich nicht der Mensch bin, der sich gerne bei anderen einschmeichelt und partout jammert, um etwas zu erhalten. Sie wissen, dass mein Leben nicht immer rosig gewesen ist. Nur bin ich müde jetzt und weiss nicht, ob es sich lohnt, weiterzumachen.» Ras überwies daraufhin Geld nach Nervi. Allerdings hatte er in der Zwischenzeit das Interesse an Glausers literarischen Arbeiten verloren, und so schickte er am 4. November auch ein Manuskript an den Mann zurück, den er hatte «machen» wollen. Kurz vor der geplanten Hochzeit traf Ras’ Brief mit dem zurückgesandten Text ein. Wenige Tage später brach Glauser unerwartet zusammen und starb 42-jährig in den ersten Stunden des 8. Dezember 1938.

## Biografischer Hintergrund

### Schauplätze

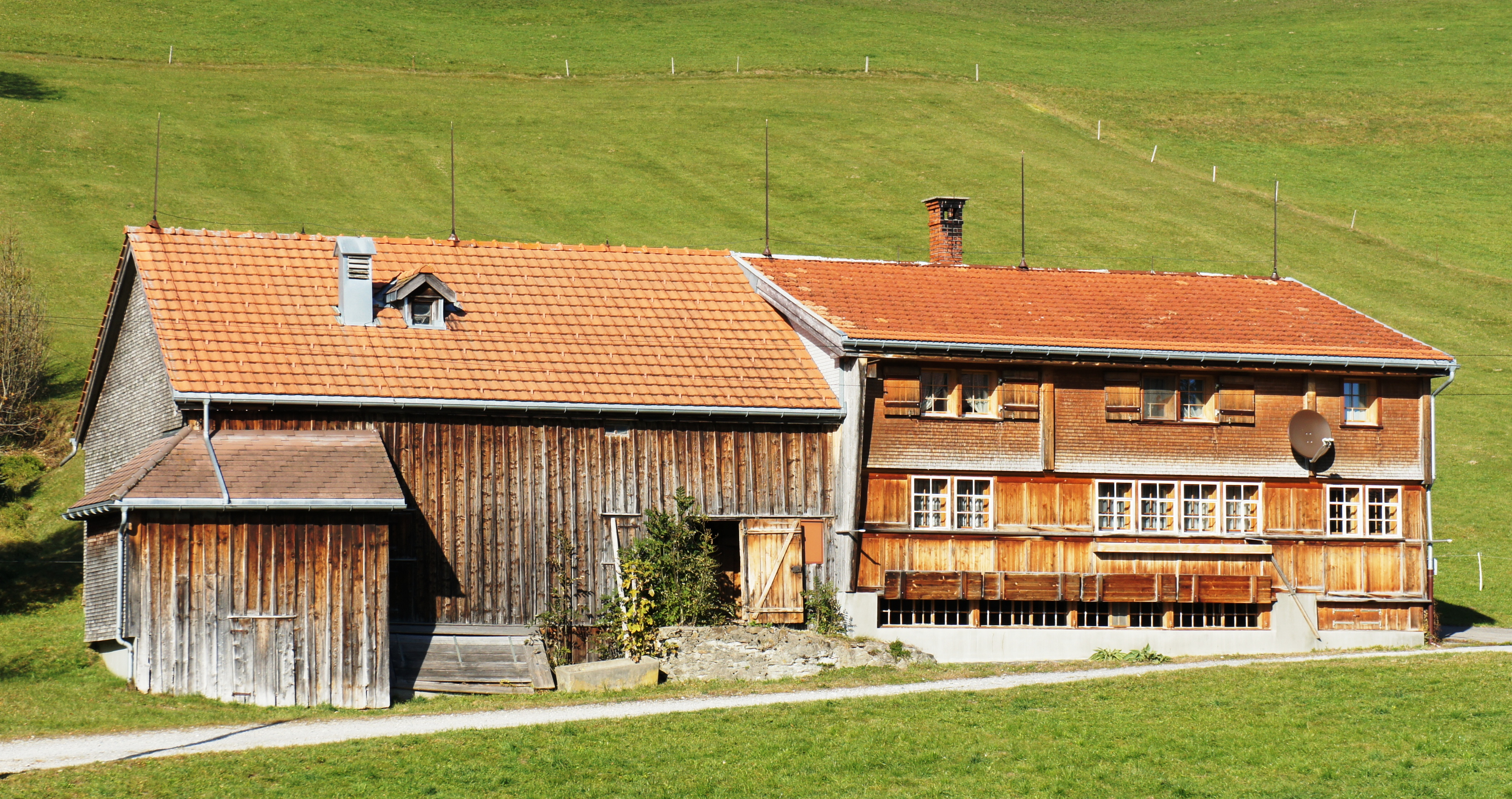
Typisches Appenzeller Bauernhaus

Hinter dem fiktiven Dorf Schwarzenstein versteckt sich die Ortschaft Grub aus dem Kanton Appenzell Ausserrhoden, in der Berthe Bendel aufwuchs. Glauser lernte das Dörfchen und die Gegend kennen, als die beiden Berthes Eltern und Halbgeschwister besuchten. Gemäss Literaturwissenschaftler Bernhard Echte müsste diese einmalige Visite im Mai 1936 stattgefunden haben, kurz bevor das Paar nach Angles aufbrach. Berthes Halbschwester Hulda Messmer erzählt in ihren Erinnerungen von Glausers Besuch in Grub: «Friedel war auch einmal mit Berthe bei uns in Grub, für etwa vierzehn Tage bevor sie nach Nervi weiterreisten [hier irrt sie sich höchstwahrscheinlich in der Datierung: Kurz bevor Glauser und Berthe nach Nervi reisten, war Die Speiche schon seit einem Jahr beendet]. Da haben die Eltern ihn kennengelernt. Wir hatten offene Gestelle für das Geschirr, und da stellte Mutter jeweils den Kaffeehafen und den Milchhafen drauf. Und dann hat der Friedel immer den Kaffeehafen runtergeholt und einfach draus getrunken. Der musste nun mal seinen Kaffee haben. Er war jemand, der sich den Verhältnissen leicht anpassen konnte, er war auch nicht zimperlich und kein bisschen diffizil. Wir waren einfache Leute und hatten nicht, was viele andere gehabt haben. Mit den einfachen Leuten konnte er es besser als mit anderen, hochstehenden. […] Friedel ist oft auf dem Kanapee gelegen – wir hatten ein Kanapee in unserer kleinen Stube. Manchmal sind er und Berthe spazieren gegangen, auch mal auf den Bischofsberg. Dort ist Berthe aufgewachsen, bis sie sechs Jahre alt war, dann musste sie in die Schule und kam heim nach Grub, wohin die Mutter nach der Heirat gezogen war.»

### Figuren
Als der verarmte Bauer im zwölften Kapitel Studer sein Schicksal erzählt, gibt ihm Glauser den Familiennamen von Berthes Stiefvater Jakob Messmer: «‹Und überall ist es gleich›, sagte draussen der Pfarrer. ‹Der Messmer wenigstens ist ehrlich mit euch gewesen, Wachtmeister.›» Glauser hatte nach seinem kurzen Besuch in Grub auch andere Personen in seinen Roman eingebaut: Die reale Wirtin Anna Tobler, welche den «Ochsen» (im Roman wird daraus das Hotel «Hirschen») führte, heisst in der Speiche Anna Rechsteiner. Und auch für den kranken Karl Rechsteiner gab es ein Vorbild: In Grub lebte damals ein reicher Zedelbesitzer mit dem Übernamen «Beckens». Sogar das alte Haus mit Werkstatt der Figur Ernst Graf existierte: Ein Dorforiginal namens Hans Graf, genannt «Velohans», war bekannt für die Unordnung um seine Werkstatt herum. Dass die Produzenten der Verfilmung im Jahre 1976 das rund fünf Kilometer entfernt gelegene Wald für Glausers Schwarzenstein als Drehort eruierten, hielt die Grubener nicht davon ab, ihr Dorf und dessen Mitbewohner zu erkennen: «Wir Gruber freuen uns besonders auf den in Vorbereitung stehenden Film. Wir werden beim Betrachten desselben nicht zuletzt an unsere verstorbenen Mitbewohner erinnert, die dem Schriftsteller Friedrich Glauser Modell gestanden sind, ohne etwas davon zu wissen und ohne etwas mit den schauerlichen Vorgängen dieses Kriminalromans zu tun zu haben.»

## Jakob Studer und Sherlock Holmes

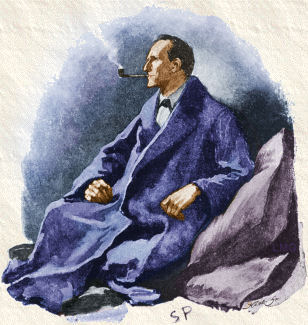
Sherlock Holmes, Illustration von Sidney Paget

Glausers Wachtmeister Jakob Studer wurde wiederholt mit der literarischen Ermittlerfigur schlechthin verglichen: dem Meisterdetektiv Sherlock Holmes, welcher 1887 von Arthur Conan Doyle geschaffen wurde. Bereits 1936 schrieb der Der Bund in einer Rezension zu Schlumpf Erwin Mord: «Dieser Roman ragt weit über den Durchschnitt der sattsam bekannten ‹Kriminalliteratur›, ist vielmehr als nur ein atemlos fesselndes Rechenexempel nach vorbildlichem Schema. Glauser hat seinen Stoff auf eine künstlerische Ebene gehoben, die dem Vielschreiber Edgar Wallace ewig fern, aber auch einem Conan Doyle nur in seltenen Augenblicken erreichbar war.» Und als Max Ras am 15. September 1937 die erste Folge der Speiche im Beobachter ankündigte, scheute auch er den Vergleich mit dem Privatdetektiv von der Bakerstreet 221b nicht: «Der Dichter und Schriftsteller, Friedrich Glauser, hat vor einem Jahr mit einem Roman in der ‹Zürcher Illustrierten› einen Erfolg errungen. In diesem Roman, Wachtmeister Studer betitelt, hat der Autor die schwierige Aufgabe gelöst, einen schweizerischen Sherlock Holmes zu schaffen.» Die Zürcher Illustrierte übernahm im Dezember desselben Jahres für die Einleitung der Fieberkurve Ras’ Formulierung: «Wachtmeister Studer, der ‹schweizerische Sherlock Holmes›, ist bereits so volkstümlich geworden, dass man ihn nicht mehr als blosse Romanfigur empfindet, sondern in ihm den Landsmann anerkennt, der mit klugem Kopf und gütigem Herzen die kleinen und grossen Probleme seines Fahnder-Berufes meistert.»
Ein interessantes Detail stellt der Umstand dar, dass sich Glauser in der Speiche tatsächlich an Arthur Conan Doyle orientiert hat: Um den Fall aufzulösen, wendet Studer einen Trick aus einer Sherlock-Holmes-Geschichte an und erklärt den anwesenden Zeugen: «Noch eine Minute! Wie gesagt, mein Trick ist alt, ich hab ihn, wie ich noch jung war, in einem Buche gelesen – in einem sehr bekannten Buch.» Das «Buch», das Studer (respektive Glauser) anspricht, ist höchstwahrscheinlich die Kurzgeschichte Der Baumeister von Norwood, welche Doyle 1903 geschrieben hatte. Dort demonstriert Sherlock Holmes in der Finalszene Inspektor Lestrade von Scotland Yard und drei Polizisten, wie eine Person unerwartet aus ihrem Versteck gelockt wird. Glauser hat diese Anlage für Die Speiche übernommen: Bei ihm bestellt Studer den Verhörrichter und den Polizeichef aus Trogen (Sitz des kantonalen Gerichts) plus einen Polizisten nach Schwarzenstein, um den Fall nach demselben Muster von Doyles Geschichte aufzulösen:

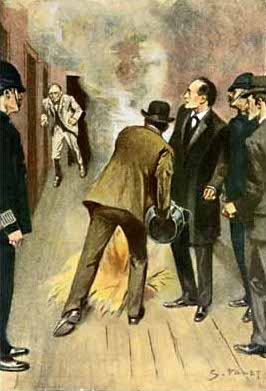
Vorbild für die Finalszene: Doyles Der Baumeister von Norwood, Illustration von Sidney Paget

Version Doyle:
«Willst du nun das Fenster dort aufmachen, Watson, und das Stroh anzünden?» Ich tat, was er mich geheißen hatte. Infolge des Zuges erhob sich bald eine dicke graue Rauchwolke, das trockene Stroh prasselte, und die hellen Flammen schlugen empor.
[…]
«Feuer!» Ganz Norwood muß es gehört haben.
[…]
An der scheinbar soliden Wand am Ende des Korridors tat sich plötzlich eine Tür auf, und hervorstürzte, wie ein Kaninchen aus seinem Loch, ein kleines, schmächtiges Männlein mit grauem Haar und weißen Wimpern.
Version Glauser:
Ein Stück Zeitungspapier lodert auf. […] Studer steckt es unters Stroh, es mottet, raucht – aber die Zugluft kommt.
[…]
Nun brüllen sechs Männer im Chor: «Feuer! Feuer!».
[…]
Ein Klicken… Aber nicht die Tür, vor der das Stroh raucht, geht auf, sondern eine Tür rechts von ihr, in einem dunklen Gang. Im Rahmen steht der Rechsteiner.

## Publikationen

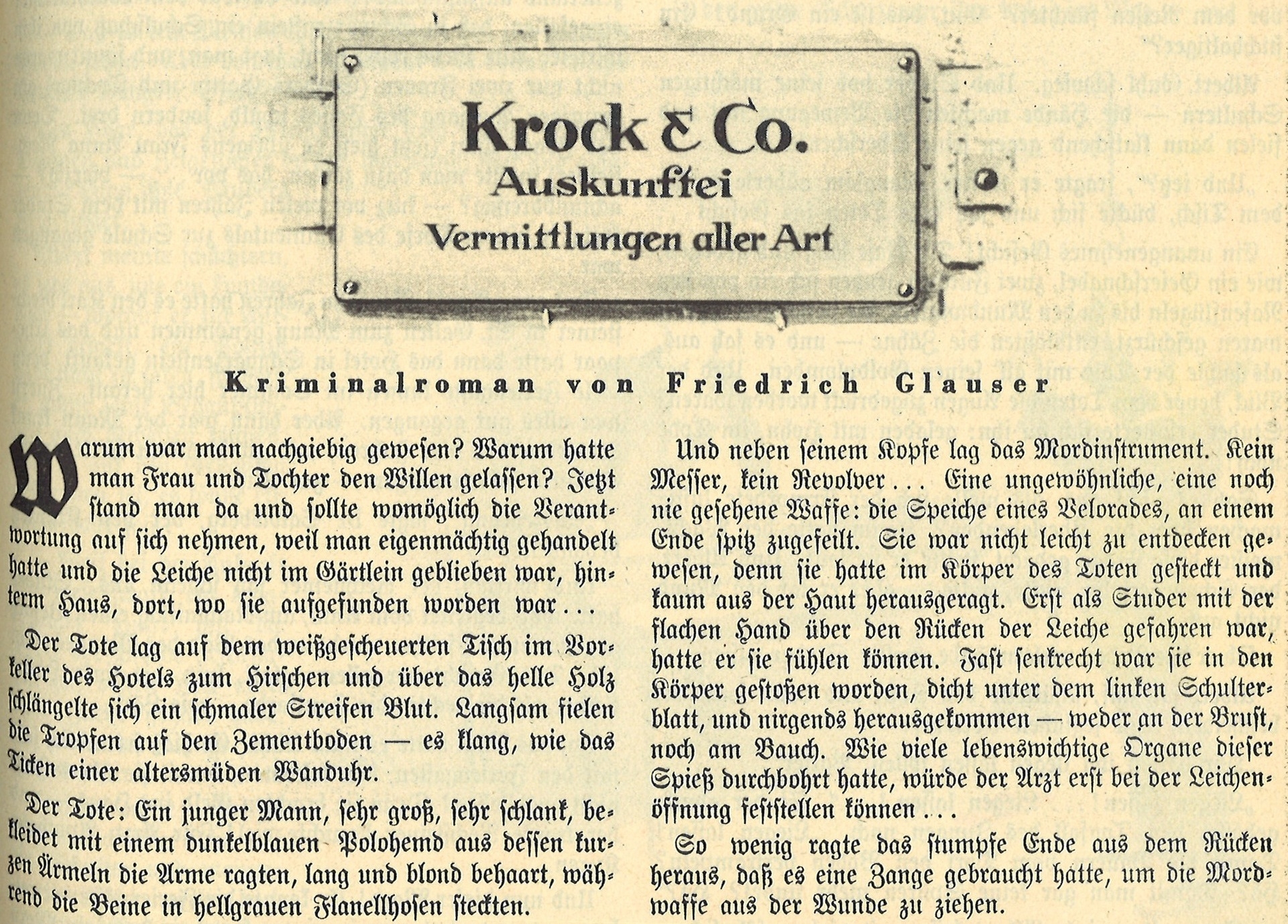
Erste Folge von Die Speiche
(«Krock & Co.») im Schweizerischen Beobachter vom 15. September 1937 (Ausschnitt)

Vom 15. September 1937 bis zum 15. Januar 1938 erschien Die Speiche als Erstdruck in der Zeitschrift der Schweizerische Beobachter. Max Ras schrieb in der Einleitung unter anderem: «Dem Beobachter hat die Arbeit [Glausers erster Wachtmeister-Studer-Roman Schlumpf Erwin Mord] so gefallen, dass er den Dichter gebeten hat, auch für die Leser des Beobachters eine Erzählung zu schreiben, in der dieser famose Wachtmeister Studer auftritt. Der Roman beginnt nachstehend; ob er beim geneigten Leser ebenfalls so grossen Anklang findet, wird sich in der Folge zeigen. Den Dichter selbst stellt der Beobachter seinen Freunden vor. Er ist ein in Wien geborener Schweizer, der sich schon früh in schriftstellerischen Arbeiten versuchte. Nach wechselvollen Schicksalen als Chemiestudent, Redaktor, Fremdenlegionär, Kasserolier, Bergarbeiter, Krankenwärter und Gärtner fand er seine eigentliche Berufung als Schriftsteller. Verschiedene Schweizer Zeitungen haben von ihm schon kleinere Erzählungen gebracht. Der Beobachter hofft, dass er seinen Lesern mit dem neuen Polizeiroman etwas Spannendes bietet. Wer die Geschichte weiter lesen will, ist gebeten, den diesem Heft beiliegenden Einzahlungsschein zu benützen, sofern er noch nicht Abonnent ist.»
1941 publizierte der Morgarten-Verlag die Buchausgabe von Die Speiche. 1955 erschien der Roman in der Sphinx-Krimireihe der Büchergilde Gutenberg und 1963 im Verlag Das Neue Berlin unter dem Titel «Wachtmeister Studer greift ein».

## Verfilmung

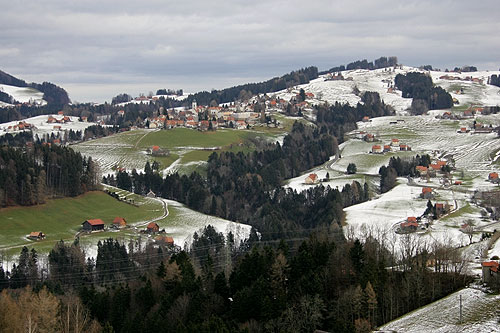
Die appenzellische Ortschaft Wald, 1976 Drehort für «Krock & Co.»

1976 wurde Die Speiche unter dem Titel «Krock & Co.» in einer deutsch-schweizerischen Koproduktion unter der Regie von Rainer Wolffhardt verfilmt. Den Wachtmeister spielte Hans Heinz Moser. Die Schweizer Illustrierte schrieb 1977 dazu: «‹Wachtmeister Studer›, den klassischen Schweizer Filmkrimi aus den dreissiger Jahren mit Heinrich Gretler, kennt hierzulande noch jedes Kind. Dass sein Autor, der Schriftsteller Friedrich Glauser – nebst dem 1945 [korrekt: 1947] verfilmten ‹Matto regiert› – noch weitere Studer-Romane hinterliess, merkten einheimische und bundesdeutsche Filmemacher erst vierzig Jahre später. […] Heinrich Gretler allerdings, dessen Knorpelnase und raubauzige Menschlichkeit den Studer unvergesslich machten, ist nicht mehr dabei. Den schlauen Polizeimann aus Bern spielt im ‹Krock› der […] Berner Schauspieler Hans Heinz Moser. Mit Sigfrit Steiner [dieser spielte bereits bei den Glauser-Verfilmungen von 1939 und 1947 mit], Regine Lutz und Kurt Bissegger ist weitere helvetische Schauspielprominenz mit von der Partie. Denn der neue ‹Studer› – darüber waren sich einheimische und deutsche Produzenten einig – sollte mit Schweizer Darstellern und in Schweizerdeutsch gesprochener Originalfassung gedreht werden. […] Original sollten nach Willen des Produzenten Helmut Pigge auch Schauplatz und Milieu sein. Doch ein Dorf namens Schwarzenstein konnte Pigge auf der Landkarte nicht finden. So machte sich die TV-Equipe auf die Suche nach dem vom Autor liebevoll geschilderten Dorf. Sie fand schliesslich mit ziemlicher Sicherheit Glausers Vorbild: Das hoch über dem Bodensee gelegene appenzellische Wald. Dort wurde letzten Sommer der Film ‹Krock & Co.› abgedreht. In Wald liessen sich nicht nur appenzellernde Statisten und waschechte Dibi-Däbi-Ambiance [Dibi-Däbi: scherzhafte Bezeichnung  für Appenzeller] finden, sondern auch der Landgasthof, der in Glausers Roman Schauplatz von zwei Morden und der Geschichte einer dramatischen Ehe wird.»

## Theateradaptionen
Bereits 1948 adaptierte Peter Lotar «Krock & Co.» als «Volksstück in fünf Akten». Die Dialektfassung mit Heinrich Gretler in der Hauptrolle hatte im Küchlin-Theater in Basel Premiere. Es folgte eine Tournee mit rund 60 Aufführungen in der ganzen Schweiz. Das «Küchlin» hatte Glauser im Sommer 1936 scherzhaft erwähnt, als er mit Berthe Bendel in Angles wohnte und einem kleinen Hahn namens Hans Kunststücke beibrachte; am 15. August schrieb er dazu an Martha Ringier: «Das Wetter ist schön, ich hab dem Hans heut das Seiltanzen gelehrt, auf dem Wäscheseil, er ist ein wenig ungeschickt, aber sonst gelehrig. Und wenn alles schief geht, tret ich im Küchlin als Hühnerdresseur auf – der junge Schweizer Schriftsteller, dessen Namen man sich wird merken müssen, in einer Solonummer, umgeben von seinem Hühnerschwarm. Wenn das nicht zieht!»
Die Speiche wurde im Laufe der Jahre regelmässig von Laientheater-Ensembles aufgeführt. 2005 spielte die Theatergruppe Schötz «Wachtmeister Studers letzter Fall – Nach dem Roman ‹Krock & Co›». 2013 schrieb die Theaterpädagogin Ingrid Wettstein eine Adaption und führte Regie für das Reiat-Theater in Stetten; die Premiere von «Krock &. Co.» fand am 31. Oktober statt. Wettstein hatte bereits im Jahre 2007 eine Dialektfassung von Schlumpf Erwin Mord unter dem Namen «Wachtmeister Studer» für die Laien-Bühne in Fällanden verfasst. Das «Theater in Baden» führte im Januar/Februar 2018 die schriftdeutsche Version von Peter Lotar («Wachtmeister Studer – ganz privat!») als Dinnertheater unter dem Titel «Krock & Co.» im Barocksaal des Hotels Limmathof in Baden auf.

## Comic

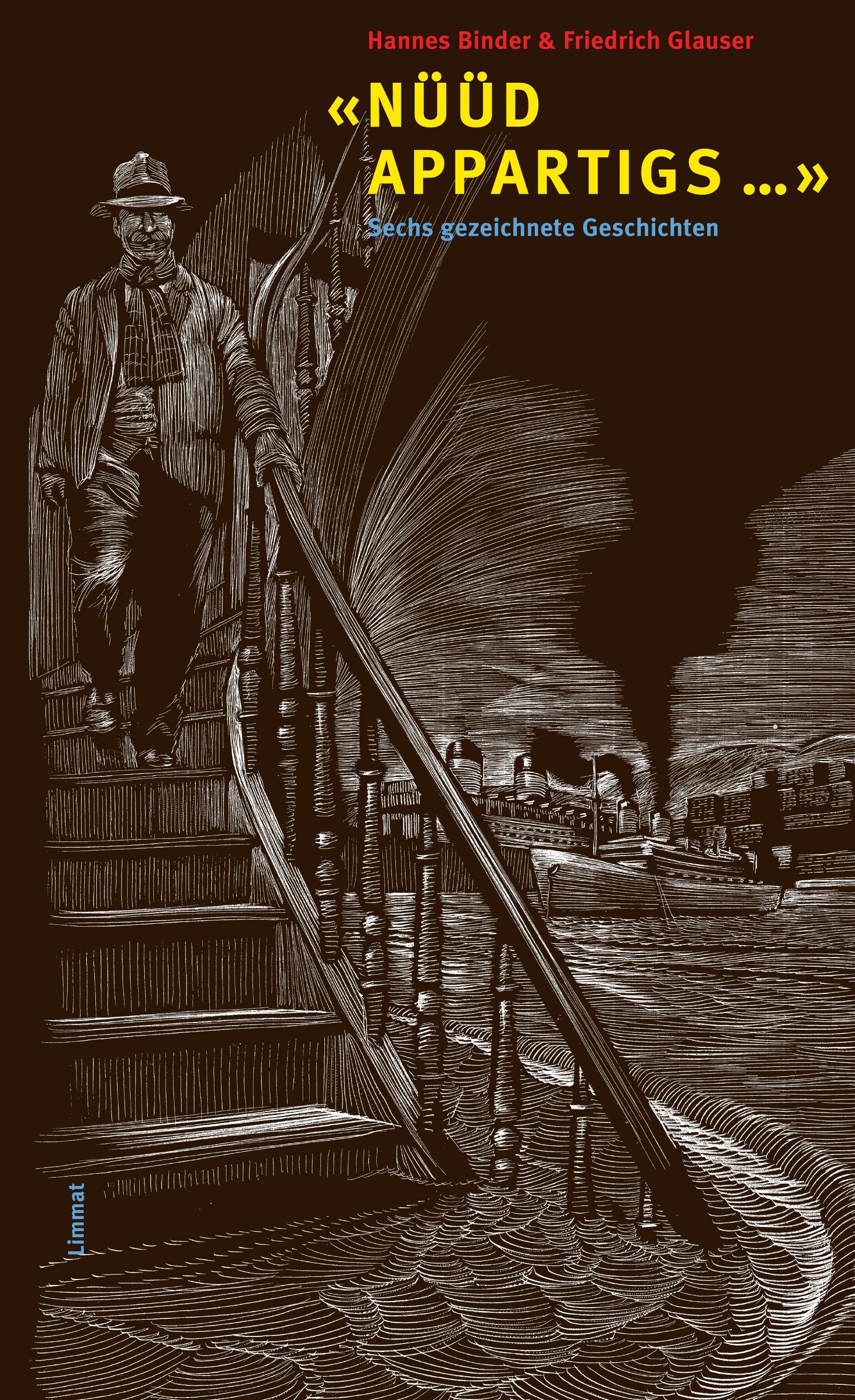
Nüüd Appartigs… (inkl. Krimi-Comic «Krock & Co.») von Hannes Binder im Limmat Verlag, 2005

Nachdem Hannes Binder bereits 1988 Glausers «Chinese» als Comic adaptiert hatte, folgte 1990 Die Speiche (unter dem Titel «Krock & Co.») mit insgesamt 313 Panel. Bei der Gestaltung der Graphic Novel ging Binder diesmal etwas anders vor, indem er die Umsetzung optischer gestaltete. In einem Interview von 1990 erzählte er dazu: «Ich traue der Geschichte nicht mehr blindlings und mache alles 1:1, sondern etwas mehr aus Distanz. Ich will mich mehr auf Glausers Bilder konzentrieren, die er ja eigentlich fast schon wie in einem Drehbuch anbietet. Ich versuche, auch Bilder, die für die Handlung scheinbar unwichtig sind, diese für Glauser so typischen Details und Marginalitäten, möglichst gut auszuspielen.» Zuerst entwickelte Binder das Rohkonzept eines Storyboards und begann danach mit den Recherchen, indem er Häuser und Landschaften im Appenzellerland fotografierte. Schwarzenstein, das Hotel Hirschen und die Velowerkstatt gab es so nicht. Binder fand jedoch im Zürcher Oberland ein ideales Vorbild in Gyrenbad bei Turbenthal: «Ein altes Gichtbad, das am Zerfallen ist. Es gibt nur noch eine Wirtschaft, der Badeteil ist, glaube ich, abgebrannt. Das Haus liegt an einem Hang und hat die Anlage eines Hauses aus der Zeit.» Zusammen mit einem anderen Motiv aus Rehetobel entstand so Binders Hirschen. Die Suche nach dem Vorbild der Velowerkstatt beschreibt Binder folgendermassen: «Da gibt es so Schrebergärten in Seebach draussen. Die kenne ich vom Zivilschutz. Da gibt es so Areale, auf denen Leute mit Kleintieren schalten und walten wie sie wollen. Ich ging mal einen Tag hin, schaute herum und fotografierte. Glauser beschreibt das ja ziemlich genau, mit dem Schrott und Gerümpel, der überall herumliegt.»

## Audioproduktionen
- Friedrich Glauser: Krock & Co., Radiobearbeitung mit Schaggi Streuli, 1955
- Friedrich Glauser: Krock & Co., Hörspiel, Produktion: SWF/DRS 1990, 67 Min., Bearbeitung:	Markus Michel, Regie: Felix Bopp[22]
- Friedrich Glauser: Krock & Co. Wachtmeister Studer ermittelt. Christoph Merian Verlag, Basel 2010, ISBN 978-3-85616-432-4.

## Literatur

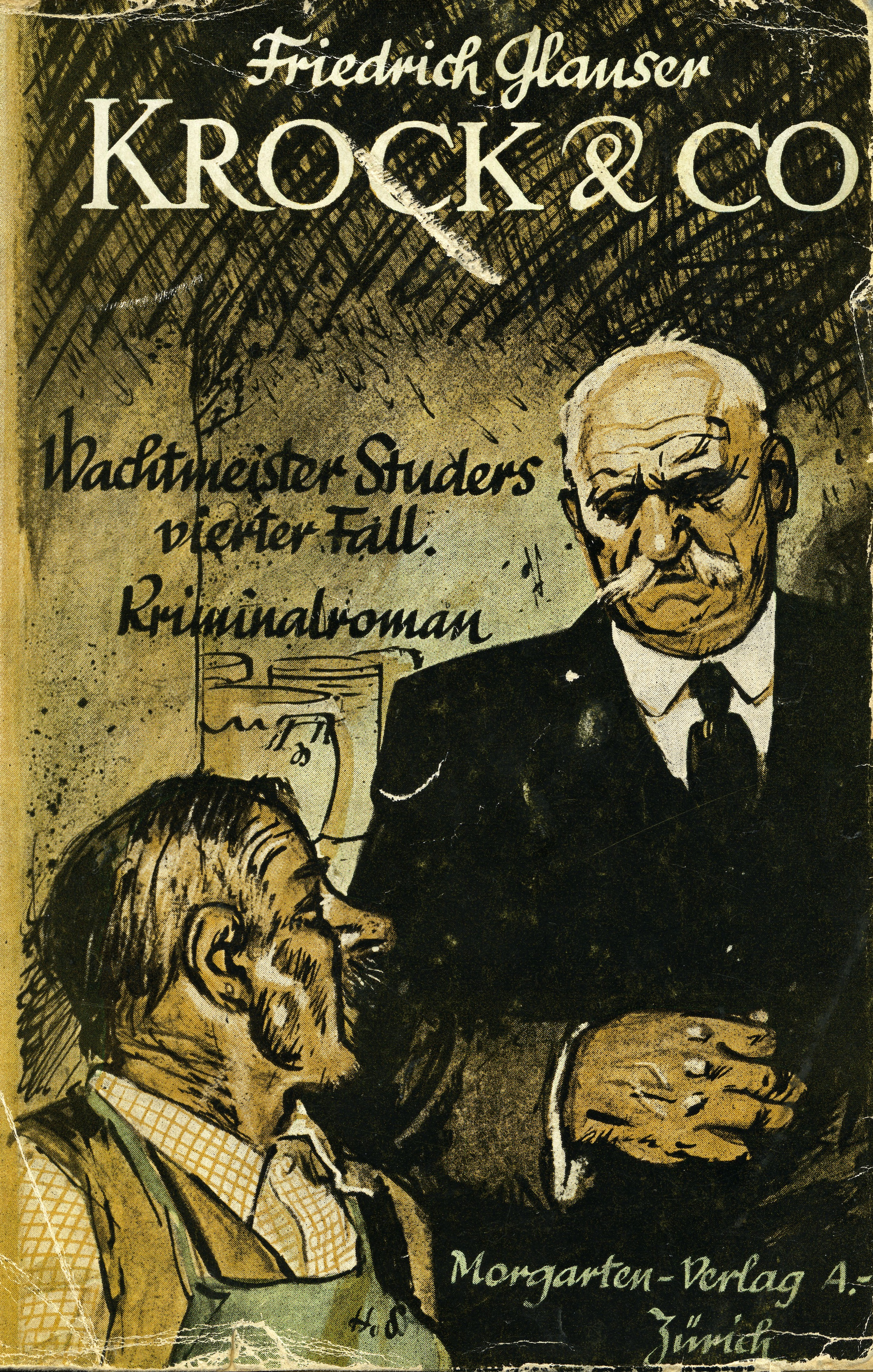
Krock & Co. (Die Speiche) in der Buchausgabe des Morgarten-Verlags, Zürich 1941